# Simon Istolainen
Simon Istolainen est un producteur de cinéma français né le 6 novembre 1984.

## Biographie
Il fait partie en 2007 des fondateurs de My Major Company.
En 2012, il crée Adama, une société de production de films pour le cinéma.

## Filmographie (sélection)
- 2013 : Les Gamins d'Anthony Marciano
- 2015 : Nous trois ou rien de Kheiron
- 2015 : Robin des bois, la véritable histoire d'Anthony Marciano
- 2018 : Mauvaises Herbes de Kheiron
- 2020 : Brutus vs César de Kheiron

## Distinctions

### Nominations
- César 2016 : César du meilleur premier film pour Nous trois ou rien